# Iklanberény, Vas
Iklanberény  este un sat în districtul Kőszeg, județul Vas, Ungaria, având o populație de 36 de locuitori (2011). 

## Demografie
Componența etnică a satului Iklanberény
     Maghiari (67,44%)
     Germani (25,58%)
     Sloveni (6,98%)
Componența confesională a satului Iklanberény
     Romano-catolici (66,67%)
     Luterani (11,11%)
     Necunoscută (22,22%)
Conform recensământului din 2011, satul Iklanberény avea 36 de locuitori. Din punct de vedere etnic, majoritatea locuitorilor (67,44%) erau maghiari, existând și minorități de germani (25,58%) și sloveni (6,98%).  Din punct de vedere confesional, majoritatea locuitorilor (66,67%) erau romano-catolici, cu o minoritate de luterani (11,11%). Pentru 22,22% din locuitori nu este cunoscută apartenența confesională.